# Simunye
Simunye – miasto w Eswatini; 6 700 mieszkańców (2006). Przemysł spożywczy, włókienniczy. Miasto jest siedzibą klubu piłkarskiego Royal Leopards FC